# Sigeberht (Wessex)
Sigeberht (auch Sibert; Sibertus; Sigbertus; Sigbriht; Sigebriht; Sigebryht; Sigebyrht; Sygebryht etc.; † nach 757) war in den Jahren 756 bis 757 König des angelsächsischen Königreichs Wessex.

## Leben
Sigeberht stammte der Angelsächsischen Chronik zufolge aus dem Haus Wessex, ohne dass nähere Angaben gemacht wurden. Nach Johannes von Worcesters Chronicon aus dem 12. Jahrhundert soll sein Vater ein gewisser Sigeric gewesen sein.
Er folgte im Jahr 756 dem verstorbenen Cuthred, der möglicherweise sein Vater war, auf dem Thron. Bald aber erhoben sich Klagen gegen seinen Herrschaftsstil, sodass Sigeberht vom westsächsischen Witenagemot abgesetzt und mit der Herrschaft über Hamtunscir (Hampshire) abgefunden wurde; neuer König von Wessex wurde Cynewulf. Doch auch als Herr von Hampshire traf er auf Widerstand. Nachdem er des Mordes an Ealdorman Cumbran, seinem letzten Anhänger, angeklagt wurde, wurde er von Cynewulf aus dem Land vertrieben. Er floh in das Weald im Grenzland zwischen den Königreichen Kent und Sussex. Dort wurde er nach 757 von einem Schweinehirten, der Ealdorman Cumbran rächen wollte, bei Pryfetesflodan (Privett, Hampshire) ermordet.
Sigeberhts Bruder Cyneheard überfiel im Jahr 786 Cynewulf um selbst an die Macht zu kommen. Beide fielen in diesem Kampf.